# Enicospilus nefarius
Enicospilus nefarius là một loài tò vò trong họ Ichneumonidae.